# Scaptobius kochi
Scaptobius kochi är en skalbaggsart som beskrevs av Schein 1957. Scaptobius kochi ingår i släktet Scaptobius och familjen Cetoniidae. Inga underarter finns listade i Catalogue of Life.